# Peter Wolf (Jurist)
Peter Wolf (* 26. August 1934 in Oschatz) ist ein deutscher Jurist und war von 1993 bis 1999 Bundeswehrdisziplinaranwalt.

## Leben
Wolf reiste 1951 aus der DDR aus. Er studierte Rechtswissenschaft an den Universitäten in Freiburg im Breisgau, München und Marburg und legte 1960 die erste Prüfung und 1965 die zweite Staatsprüfung ab. Von 1966 bis 1970 war er Rechtsberater und Wehrdisziplinaranwalt für den Bereich 7. Panzergrenadierdivision in Unna. 1967 wurde er zum Regierungsrat ernannt. 1970 wurde er persönlicher Referent des Abteilungsleiters Personal im Bundesministerium der Verteidigung (BMVg) auf der Hardthöhe in Bonn und zum Oberregierungsrat ernannt. 1917 erfolgte die Ernennung zum Regierungsdirektor. 1974/75 war er Referatsleiter Personalangelegenheiten der Offiziere und Unteroffiziere. 1975 wurde er zum Ministerialrat ernannt. Von 1975 bis 1980 war er Referatsleiter Grundsatzangelegenheitem beim Wehrbeauftragten des Deutschen Bundestages. Von 1980 bis 1983 war er Referatsleiter und Rechtsberater im Führungsstab des Heeres im BMVg und zugleich Wehrdisziplinaranwalt für den Befehlsbereich des Inspekteurs des Heers und von 1983 bis 1993 Referatsleiter und Rechtsberater im Führungsstab der Streitkräfte im BMVg und zugleich Wehrdisziplinaranwalt für den Befehlsbereich des Stellvertreters des Generalinspekteurs der Bundeswehr. Vom 1. Juni 1993 bis 1999 war er Bundeswehrdisziplinaranwalt beim Bundesverwaltungsgericht.
Von 2000 bis 2003 war wolf in der Politikberatung in Osteuropa tätig.
Wolf ist verheiratet und Vater einer Tochter.

## Auszeichnungen
- 1985: Bundesverdienstkreuz am Bande
- 1999: Bundesverdienstkreuz 1. Klasse[1]